# パッチ・アダムス
パッチ・アダムス（Hunter Doherty "Patch" Adams, 1945年5月28日 - ）は、アメリカ合衆国の医師。クラウンドクター。本名はハンター・ドーティ・アダムス（Hunter Doherty Adams）という。ワシントンD.C.の生まれ。トム・シャドヤック監督で、ロビン・ウィリアムズの主演による映画『パッチ・アダムス トゥルー・ストーリー』の実在のモデルである。ホスピタルクラウン、クリニクラウン（臨床道化師）を始めた人。現在も世界中でクラウニング活動の実践や、更なる普及に向けて講演活動をしている。日本にも講演会の為に何度か来日している。

## 略歴
父親がアメリカ軍の兵士だったため、韓国やドイツなどの駐屯地で育つ。父親とは疎遠で、父親が亡くなったあと、教師をしていた母親と兄とともにアメリカに帰国。学校でいじめに遭い、それから逃れるために3度入院生活をした。18歳のときに、問題から逃げるのではなく、社会変革を起こして立ち向かおうと決心し、退院後、クラウン（ピエロ）の格好で人々を楽しませる活動を始めるともに、多くの書物を読みはじめる。学生時代から金儲け優先の医療のあり方に疑問を持ち、愛とユーモアを根底において、人に優しい医療を目指す。1964年、ジョージ・ワシントン大学医学部進学課程入学。（米国は一旦大学を卒業した者が医大で学ぶ。医学部進学課程とは、その予備門。）1967年、ヴァージニア医科大学入学。1971年に同医科大を卒業すると、ウェストバージニア州のポカホンタスに、自分の目指す医療のできる、しかも無料で医療サービスの受けられる病院「ゲズントハイト・インスティテュート」を設立する。「ゲズントハイト・インスティテュート」は「お達者(お元気)で病院」といった意味。「die Gesundheit」は元は「健康」という意味のドイツ語でまた誰かが突然くしゃみをした時に、そばにいる人が「大丈夫?」「気をつけて」「お大事に」といったニュアンスで声をかけてあげる時の言葉である。12年間そこで無料の診療活動を行った。（当時はかなり奇異に思われてまったく寄付がなかった為、無料診療を続ける為に他で働かざるをえない状況だった。）
将来新たに建設を目指している新たな「ゲズントハイト・インスティテュート」（アメリカではクリニック）は、ウェスト・バージニア州に予定されており、総合医療の全般とヘルスケアの病院になることを期待されている。
パッチ・アダムスは、さらに社会的な活動家でもあり、一種の民間外交官でもあり、プロの道化師、アーティストであり、俳優でもある。たとえば、彼は毎年世界中のボランティアたちと共にロシアに出かけて、孤児や患者やそのほかの大勢の人たちを喜ばせたり、希望を持たせるようなチャリティ活動をしている。

## パッチの「7つの信条」
1. ひとをケアする理由はただひとつ。人間を愛しているからです。
2. ケアは愛を動詞化する。ケアは概念ではなく、行動です。
3. ひとを思いやるという人生を送ることによって、あなたは自分のなかで一番深い平和と安らぎを得る。
4. 良い意味のお返しをすること(良きカルマを積む/カルマからの解放)。例えば、米国がアフガンに爆弾を落とし始めたとき、私はアフガンの人々を愛したいと思い、即座に現地に飛んだ。
5. 平和のためにクリエイティブになる。例えば、死の床でアメイジング・グレイスを歌う。
6. 情熱を持ち、不可能だと思っていた夢を見る。
7. ひとをケアすることは、科学的見地からしても、あなたのためにいいことがある。

上記は、日本に講演の為来日した際に、ケアに対するパッチ・アダムス本人の発言から。

## 著書
- パッチ・アダムス『パッチ・アダムスと夢の病院 患者のための真実の医療を求めて』主婦の友社 1999年

## 家族
バージニアの医学学校で知り合った妻リンダとの間に二人の子供がいるが、リンダとは1998年に離婚している。